# Australische Frauen-Cricket-Nationalmannschaft gegen Pakistan in der Saison 2018/19
Die Tour der australischen Cricket-Nationalmannschaft gegen Pakistan in der Saison 2018/19 fand vom 18. bis zum 29. Oktober 2018 in Malaysia statt. Die internationale Cricket-Tour war Bestandteil der Internationalen Cricket-Saison 2018/19 und umfasste drei WODIs und drei WTwenty20s. Australien gewann die WODI- und die WTwenty20-Serie 3–0.

## Vorgeschichte
Pakistan spielte zuvor eine Tour in Bangladesch, Australien gegen Neuseeland. Das letzte Aufeinandertreffen der beiden Mannschaften bei einer Tour fand in der Saison 2014 in Australien statt.

## Stadion
Das folgende Stadion wurde als Austragungsorte vorgesehen.
| Stadion              | Stadt        | Kapazität | Spiele                     |
| -------------------- | ------------ | --------- | -------------------------- |
| Kinrara Academy Oval | Kuala Lumpur | 4.000     | 1. – 3. WODI; 1. – 3. WT20 |

## Kaderlisten
Pakistan benannte seine Kader am 19. September 2018.
| WODI | WODI | WTwenty20 | WTwenty20 |
| Pakistan | Australien | Pakistan | Australien |
| --- | --- | --- | --- |
| - Javeria Khan (c) - Muneeba Ali - Sidra Ameen - Anam Amin - Aiman Anwer - Diana Baig - Nida Dar - Nahida Khan - Sana Mir - Sidra Nawaz (wk) - Natalia Pervaiz - Aliya Riaz - Nashra Sandhu - Omaima Sohail - Ayesha Zafar | - Meg Lanning (c) - Nicole Bolton - Nicola Carey - Ashleigh Gardner - Rachael Haynes - Alyssa Healy - Delissa Kimmince - Sophie Molineux - Beth Mooney - Ellyse Perry - Megan Schutt - Elyse Villani - Tayla Vlaeminck - Georgia Wareham | - Javeria Khan (c) - Muneeba Ali - Sidra Ameen - Anam Amin - Aiman Anwer - Diana Baig - Nida Dar - Nahida Khan - Bismah Maroof - Sana Mir - Sidra Nawaz (wk) - Natalia Pervaiz - Aliya Riaz - Nashra Sandhu - Omaima Sohail - Ayesha Zafar | - Meg Lanning (c) - Nicole Bolton - Nicola Carey - Ashleigh Gardner - Rachael Haynes - Alyssa Healy - Jess Jonassen - Delissa Kimmince - Sophie Molineux - Beth Mooney - Ellyse Perry - Megan Schutt - Elyse Villani - Tayla Vlaeminck - Georgia Wareham |

## Women’s One-Day Internationals

### Erstes WODI in Kuala Lumpur
| 18. Oktober Scorecard | Kuala Lumpur | Pakistan 95 (37.5/41)                         | – | Australien 95-5 (22.2/41) |
|                       |              | Australien gewinnt mit 5 Wickets (D/L method) |   |                           |

Pakistan gewann den Münzwurf und entschied sich als Schlagmannschaft zu beginnen. Als Spielerin des Spiels wurde Megan Schutt ausgezeichnet.

### Zweites WODI in Kuala Lumpur
| 20. Oktober Scorecard | Kuala Lumpur | Australien 273-7 (50)           | – | Pakistan 123 (40.1) |
|                       |              | Australien gewinnt mit 150 Runs |   |                     |

Australien gewann den Münzwurf und entschied sich als Schlagmannschaft zu beginnen. Als Spielerin des Spiels wurde Meg Lanning ausgezeichnet.

### Drittes WODI in Kuala Lumpur
| 22. Oktober Scorecard | Kuala Lumpur | Australien 324-7 (50)          | – | Pakistan 235-7 (50) |
|                       |              | Australien gewinnt mit 89 Runs |   |                     |

Australien gewann den Münzwurf und entschied sich als Schlagmannschaft zu beginnen. Als Spielerin des Spiels wurde Ashleigh Gardner ausgezeichnet.

## Women’s Twenty20 Internationals

### Erstes WTwenty20 in Kuala Lumpur
| 25. Oktober Scorecard | Kuala Lumpur | Australien 195-3 (20)          | – | Pakistan 131-7 (20) |
|                       |              | Australien gewinnt mit 64 Runs |   |                     |

Australien gewann den Münzwurf und entschied sich als Schlagmannschaft zu beginnen. Als Spielerin des Spiels wurde Sophie Molineux ausgezeichnet.

### Zweites WTwenty20 in Kuala Lumpur
| 27. Oktober Scorecard | Kuala Lumpur | Pakistan 101 (19.5)              | – | Australien 104-4 (17) |
|                       |              | Australien gewinnt mit 6 Wickets |   |                       |

Australien gewann den Münzwurf und entschied sich als Feldmannschaft zu beginnen. Als Spielerin des Spiels wurde Georgia Wareham ausgezeichnet.

### Drittes WTwenty20 in Kuala Lumpur
| 29. Oktober Scorecard | Kuala Lumpur | Pakistan 97-8 (20)               | – | Australien 98-1 (10.2) |
|                       |              | Australien gewinnt mit 9 Wickets |   |                        |

Australien gewann den Münzwurf und entschied sich als Feldmannschaft zu beginnen. Als Spielerin des Spiels wurde Alyssa Healy ausgezeichnet.

## Auszeichnungen

### Player of the Series
Als Player of the Series wurden der folgende Spieler ausgezeichnet.
| Serie | Player of the Series       |
| ----- | -------------------------- |
| WODI  | Meg Lanning                |
| WT20  | Omaima Sohail Alyssa Healy |

### Player of the Match
Als Player of the Match wurden die folgenden Spielerinnen ausgezeichnet.
| Spiel   | Player of the Match |
| ------- | ------------------- |
| 1. WODI | Megan Schutt        |
| 2. WODI | Meg Lanning         |
| 3. WODI | Ashleigh Gardner    |
| 1. WT20 | Sophie Molineux     |
| 2. WT20 | Georgia Wareham     |
| 3. WT20 | Alyssa Healy        |